# NGC 4084
NGC 4084 ist eine kompakte Galaxie vom Hubble-Typ C im Sternbild Haar der Berenike. Sie ist schätzungsweise 301 Millionen Lichtjahre von der Milchstraße entfernt.
Das Objekt wurde am 26. April 1865 von Heinrich d’Arrest entdeckt.